# Eclipta seabrai
Eclipta seabrai là một loài bọ cánh cứng thuộc họ Xén tóc. Loài này được Zajciw mô tả năm 1960.